# Кахаль-Печ
Каха́ль-Печ (исп. Cahal Pech) — руины города майя, находящиеся поблизости от города Сан-Игнасио в Белизе.
Название Кахаль-Печ происходит из комбинации языков юкатанских майя и майя, живших на территории современных Белиза и Гватемалы, и означает «место целей» (название возникло, однако, только в середине XX века).
Кахаль-Печ был заселён около 1000 года до н. э., но большинство зданий и сооружений относятся к доклассическому (около 300 годов до н. э. — 250 года н. э.) и классическому периоду развития цивилизации майя (около 500 года н. э. — 700 года н. э.). Наряду с религиозными постройками и жилыми домами в Кахаль-Пече были обнаружены две площадки для игры в мяч и, предположительно, баню.

## Фотографии

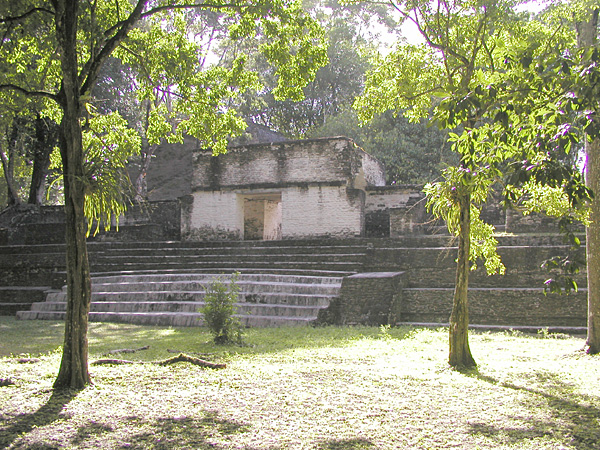
Главный двор
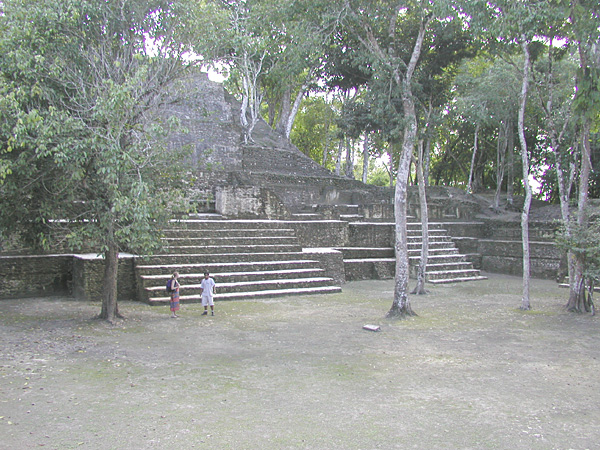
Главный двор
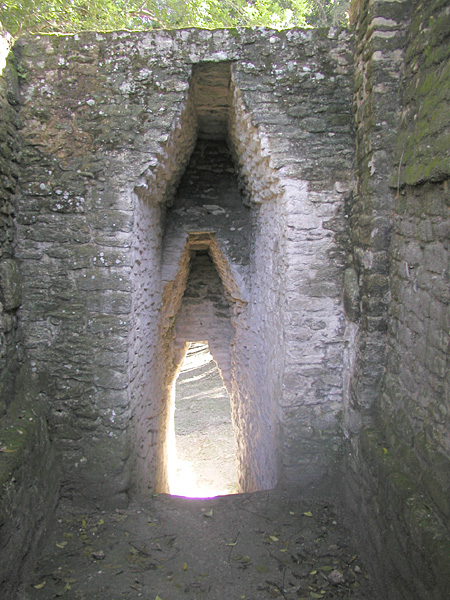
Проход
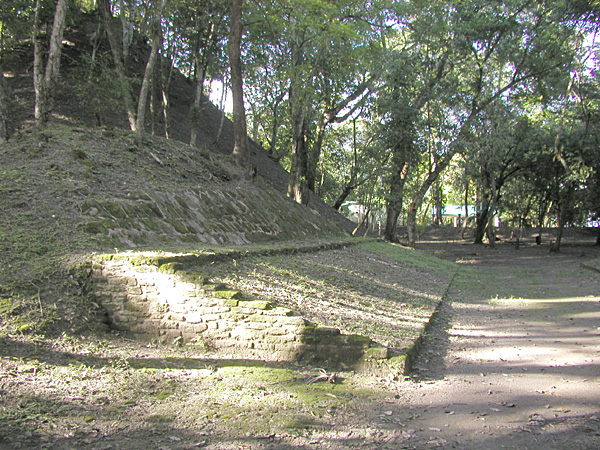
Остатки от поля для игры в мяч